# OpenVG
OpenVG — стандартный API, разработанный Khronos Group. OpenVG предназначен для аппаратно-ускоряемой двухмерной векторной графики. Он предназначается в первую очередь для мобильных телефонов и смартфонов, медиа- и игровых консолей, таких как PlayStation 3, и для других электронных устройств. OpenVG поможет производителям ПО создавать более быстрые пользовательские интерфейсы, которые будут гораздо менее зависимыми от центрального процессора, что позволит экономить не только процессорное время, но и электроэнергию. OpenVG хорошо подходит как для ускорения флэш-анимации, так и SVG-графики.
Группа OpenVG была образована 6 июля 2004 года решением таких крупных фирм, как 3Dlabs, Bitboys, Ericsson, Hybrid Graphics, Imagination Technologies, Motorola, Nokia, PalmSource, Symbian, и Sun Microsystems. Другие корпорации, включая производителей электроники ATI, LG Electronics, Mitsubishi Electric, NVIDIA, и Texas Instruments и программного обеспечения DMP, Esmertec, ETRI, Falanx Microsystems, Futuremark, HI Corporation, Ikivo, MTIS, Superscape, и Wow4M также присоединились к данной разработке. Первая черновая спецификация была доступна уже в конце 2004 года, а первая версия 1.0 данной спецификации была выпущена 1 августа 2005 года.
Долгое время не существовало открытой реализации данного API, но 16 января 2007 г., Zack Rusin Архивная копия от 3 июля 2007 на Wayback Machine анонсировал старт открытой реализации OpenVG, построенной на базе QtOpenGL.
Вскоре после этого, Ivan Leben Архивная копия от 24 мая 2008 на Wayback Machine создал другой открытый проект [[sourceforge:p/shivavg/wiki/Home/|http://sourceforge.net/p/shivavg/wiki/Home/ Архивная копия от 12 января 2014 на Wayback Machine]], написав реализацию на ANSI C  для спецификации на базе стандартного OpenGL.

## Статьи по теме
- Khronos Press Release — Khronos Invites Public Review of Draft OpenVG Specification
- Khronos Press Release — Khronos Group Releases OpenVG 1.0 Specification
- BitBoys Press Release — Bitboys Introduces Vector Graphics Processor for Mobile Devices
- HUONE Press Release — HUONE announces OpenVG implementation «AlexVG»